# Agathe Lin Zhao
Agathe Lin Zhao, parfois orthographiée Agathe Lin-tchao, est une chrétienne chinoise, vierge consacrée et institutrice, née en 1817 à Machang en Chine et tuée le 28 janvier 1858 à Maokou dans la province de Guizhou. Arrêtée à cause de sa foi et refusant de la renier, elle est décapitée avec deux de ses catéchistes.
Reconnue martyre, elle est béatifiée par le pape Pie X le 2 mai 1909, puis proclamée sainte par Jean-Paul II le 1er octobre 2000 lors de la canonisation des 120 Martyrs de Chine.

## Biographie
Agathe Lin Zhao naît en 1817 à Machang, dans le comté de Qinglong, dans la province du Guizhou. Elle est la fille d'un couple de chrétiens convertis par le P. Joseph Zhang Dapeng. Son père, un marchand de sel, est en prison lors de sa naissance et y passe trois ans, pour s'être converti à la religion étrangère,. Sa mère la baptise trois jours après sa naissance. Elle apprend à lire et écrire auprès de ses parents, et sa mère lui enseigne la couture. Agathe Lin Zhao est ainsi élevée dans la foi chrétienne et souhaite se consacrer à Dieu,. 
Selon la coutume chinoise locale, son père conclut pour elle un contrat de mariage, et le lui annonce lorsqu'elle a 18 ans. Elle lui dit que ce n'est pas possible puisqu'elle s'est consacrée à Dieu, et elle argumente en sorte qu'il n'insiste pas et annule le contrat. Sur les conseils du prêtre chinois Matthieu Liu, elle part dans le Guiyang où une vierge de Sichuan, Annie Yuan, a créé une école pour filles. L'école ferme peu après, et Agathe Lin passe alors deux ans à Longping, à étudier la religion chrétienne. Quand un prêtre local la juge bien compétente, elle est envoyée dans sa région natale pour enseigner aux jeunes filles.
Encouragée par le Frère Mathieu Liu, elle convertit plusieurs personnes. Voyant ses capacités, l'évêque Louis Étienne Albrand lui demande de créer une maison pour les vierges consacrées. Elle rassemble autour d'elle une communauté de jeunes filles qu'elle prépare à être des vierges consacrées et qui vivent leur noviciat au sein de leurs familles. Elle leur rend visite par de longs trajets, malgré la fatigue et le mal que cela cause à ses pieds déjà bandés,. Avec l'argent que lui a laissé son père, elle achète une maison qui leur sert à la fois de demeure et de chapelle, et un peu de terre dont les produits aident à leur subsistance. Elle-même est exemplaire par sa pauvreté.
Agathe Lin Zhao est envoyée en 1854 à Maokou, un village Miao dans le district de Langdai, pour y travailler à l'éducation des femmes. Elle a beaucoup de mal, car les femmes de ce village ne savent ni lire ni écrire, mais elle se met à l'œuvre avec patience. Au bout de deux ans, elle a la joie de voir ses converties recevoir le baptême,.
Début 1858, un magistrat de Guiyang enquête à Maokou. Il fait arrêter Agathe Lin Zhao et le catéchiste Jérôme Lu Tingmei et les traduit en justice. Il demande à Agathe pourquoi elle n'est pas mariée, et pourquoi elle, une Han, est venue parmi les Miao. Elle répond sur tous les points, mais elle est condamnée à mort, le catéchiste aussi, qui est le premier martyr Miao. Ils sont tous deux exécutés le 28 janvier 1858,.

## Reconnaissance

### Canonisation
Elle est reconnue martyre, puis le pape Pie X la proclame bienheureuse en 1909.
Le pape Jean-Paul II la proclame sainte lors de la cérémonie de canonisation des 120 Martyrs de Chine, à Rome le 1er octobre 2000. Sainte Agathe Lin Zhao est fêtée le 28 janvier.

### Autres hommages
Une congrégation religieuse porte son nom : les « Sœurs de la Bienheureuse Agathe Lin », ordre fondé en 1937. 